# コンパス作戦
コンパス作戦（コンパスさくせん、英: Operation Compass）は、1940年12月8日から1941年2月9日まで行われた、イギリス軍による北アフリカ方面での反攻作戦。
この戦いで伊リビア総軍は戦力の過半とキレナイカ地方を喪失し、英砂漠軍の優勢が決定的になった。

## 経緯

### ムッソリーニの野心と軍部の反対

1941年におけるリビア・エジプトの地図

東アフリカ戦線への助勢と、英本土攻撃を控えたドイツからの英軍への攻撃要請という二つの事情を抱えたムッソリーニはリビアに駐屯する23万人の兵員から戦力を捻出し、エジプトへ攻撃を仕掛ける事を画策していた。伊軍上層部は（第二次世界大戦における伊軍部隊の多くがそうであった様に）北アフリカに駐屯する部隊には貧弱な火力しか持たない豆戦車・軽戦車しかない事、また戦車以外の装備も旧式化している事、そして何よりも軍の生命線である補給が慢性的に枯渇している事を理由に、慎重な意見を述べていた。イタリア陸軍は数でこそ英軍を圧倒していたが、その殆どは徒歩移動の部隊で機械化率は低く（砂漠戦では機械化・機甲化されていない部隊は大きな不利を蒙る）、少数ながら機械化された英軍に包囲される可能性が高いと考える軍人が殆どだった。
また英軍が兵士を12日以上の前線勤務を禁じて定期的に後方での3日間の完全休養を与えていたのに対し、伊軍兵士はその多くが2年以上も連続で前線勤務を続けるなど過酷な状況下に置かれており、士気の面に措いても不利が指摘されていたが、ムッソリーニはこうした軍の反対を押し切って攻撃を命じた。チャーノ外務大臣は、作戦の発動について以下のように語った。
『我々は砂漠を敗北に向かって歩く事になるだろう』

### シディ・バラーニでの停止
リビア総軍の指揮官であるグラツィアーニ元帥はマリオ・ベルティ将軍指揮の第10軍の内、兵員8万名からなる伊第XXlll軍団を進軍させる。対する英軍は前線配置の部隊が3万名程度で、パレスチナなど後方に配置した部隊を含めても6万名程度と数では劣っていたが、装備や補給の面では遥かに伊軍より恵まれた環境にあった。英軍のリチャード・オコーナー将軍は伊軍の補給線を引き伸ばし、更に困窮させる狙いで軍を後退させた為、開戦当初は順調に進軍を続けた。しかし装備と補給面の不足を理解していたグラツィアーニ元帥は、シディ・バラーニで軍の先頭部隊を停止させ、同地の防御を命じた。ムッソリーニはこれに激怒したが、バドリオ元帥の賛同もあり同命令は受け入れられ、以降3ヶ月間に渡って伊軍は同地に留まる事になる。
グラツィアーニはこの間に少しでも補給事情を改善する為のインフラ整備や陣地の構築を命じつつ、遠征軍が抱えていた最も致命的な問題である機動戦力の不足を解決するべくムッソリーニに精鋭部隊の増援を要請していた。ムッソリーニも当初はこの要請に前向きな姿勢を示し、特に戦車戦力に関しては1000輌の増援を約束していた。だがこれらの増援は無計画な戦局拡大を続けるムッソリーニのギリシャ侵攻により反故にされ、徒に時間が経過するだけに終わった。
一方の英軍はオコーナーの要請を受けて各地から増援を派遣、兵員は3万人から6万人にまで増強され、機甲戦力は50輌のマチルダII歩兵戦車を含む275輌に増派された。更にそれまで北アフリカの制空権はイタリア空軍が制していたが、これも航空隊の増援により奪還に成功する。
こうした状況下で英軍はシディ・バラニの奪還を計画、コンパス作戦が発動される運びとなる。

## 作戦の経過

### エジプト占領地の喪失
援軍を待つ間に伊軍はシディ・バラニとその近辺に地雷原と7箇所の陣地からなる防衛線を構築していた。しかし折角の陣地も地形上の理由から各陣地間の距離が離れ過ぎており、一致しての防御が難しい配置になってしまっていた。英軍は其処を見逃さず、シディ・バラニへの攻撃を発動した。
1940年12月9日早朝、英軍は地中海艦隊のエレバス級モニター「テラー」、インセクト級砲艦「レディバード」「エイフィズ」の艦砲射撃で陣地に打撃を与えた上で攻撃を開始。オコーナー将軍指揮の英軍6万名は機甲部隊を先頭にシディバラニを攻撃、伊軍側の陣地は上手く連帯が出来ない内に各個撃破される。非力なイタリア軍戦車部隊も英軍のマチルダII歩兵戦車の前に粉砕され、英軍戦車の損害はイタリア砲兵隊に撃破された18両であった。敢え無く包囲下に置かれたシディ・バラニでは守備隊の多くを占めるリビア人兵士の組織的投降が始まり、最終的に伊軍部隊3万8000名が捕虜となった。司令官のマリオ・ベルティ将軍は解任され、後任のジュゼッペ・テレーラ将軍の下に残余部隊4万名はリビア国境で戦線の建て直しを図る事になった。
- 砲艦「エイフィズ」
- 砲艦「レディバード」
- モニター「テラー」
- マチルダ2戦車

### リビア侵攻

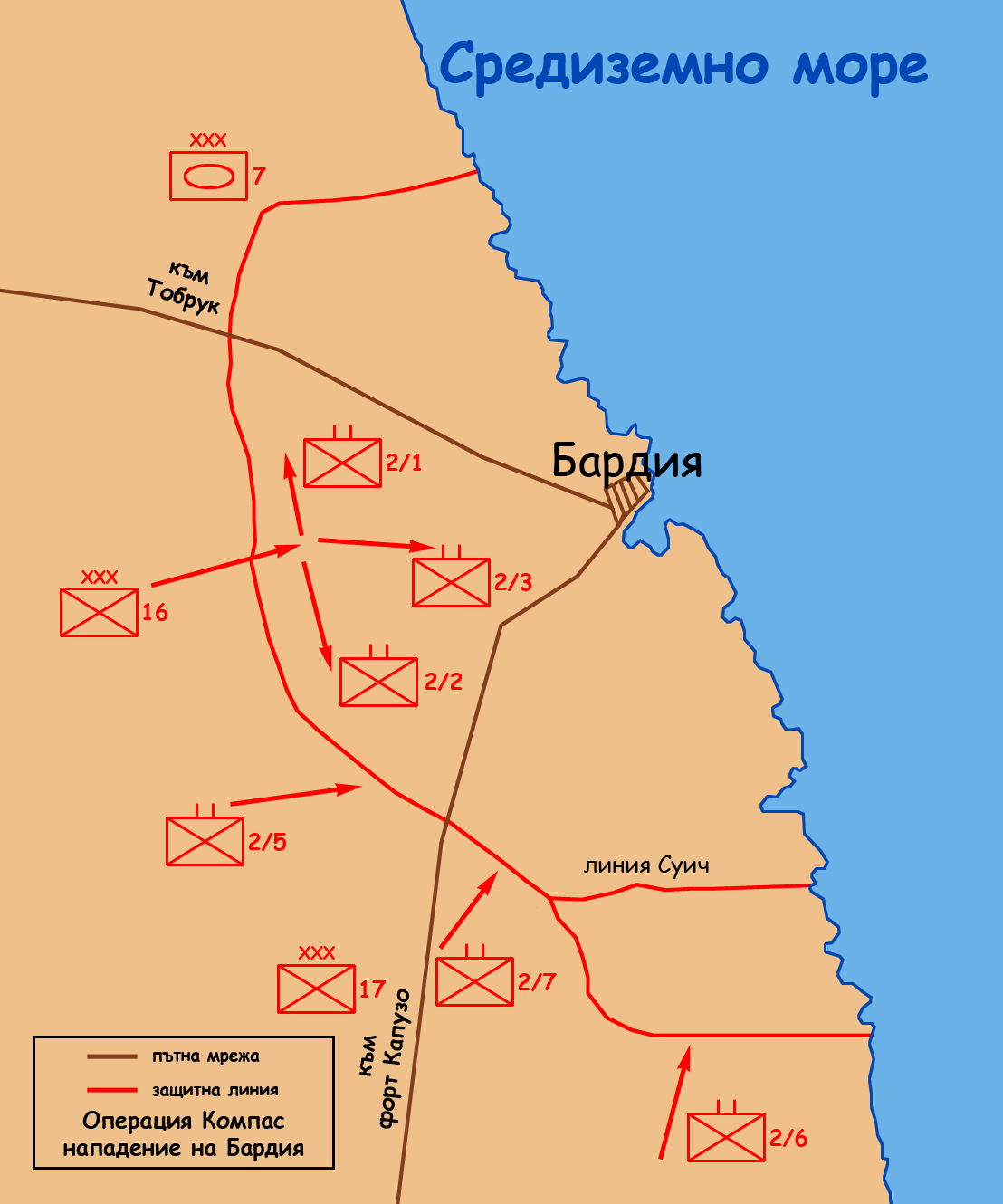
バルディアの地図

本来は短期的な攻勢に留める予定であった英軍は更なる進軍を決定、17日にはリビア国境のカプッツォ砦を制圧。伊軍は第21・22軍団の残余と第23軍団を合流させて、バルディアに防御陣地を構え英軍を迎え撃つ格好になった。既に歩兵師団『カタンザロ』、『チレーネ』、黒シャツ師団『1月3日』などが艦砲射撃で戦力半減の状態にありつつも伊軍は頑強な抵抗見せるが、制空権・制海権を抑える英軍は連日の砲爆撃によって確実に伊軍の戦力を削いで行った。また軍事指揮官の「電気髭」ベルゴンゾーリ将軍は一か月分の水しか用意する事が出来なかった。後方で総指揮を取るグラツィアーニはリビアの入植者達を後方に避難させつつ、ムッソリーニにデルナへの退却を進言するが、ムッソリーニは死守命令を下すのみであった。英軍は年の明けた1月3日に総攻撃を開始、終日に渡って爆撃が続けられる中、1月4日、遂にバルディアの陣地は陥落し伊軍4万名が捕虜となった。戦いに参加したオーストラリアの歴史家Baker Kevinは「彼等は各部隊においては奮戦した」とイタリア軍将兵を評している。
伊軍の残余部隊2万名はトブルク要塞に退却し抵抗を続け、一部は英軍を退けるなどの活躍を見せたが、トブルク防衛はバルディア防衛の劣化版と言わざるを得なかった。1月22日、トブルク要塞は陥落する。
リビア西方（キレナイカ）の各部隊と合流しつつ抵抗を続けていた第10軍であったが、予想以上の進軍速度を見せる英軍は2月5日にベンガジを占領し5000名の兵士を拘束。先手を打って先回りした英軍は伊軍第10軍を完全な包囲下に措く事に成功する。命運尽きた伊第23軍団は包囲突破を目指した最後の突撃を敢行したが、数日間の戦闘の末に壊滅し、指揮官のジュゼッペ・テレーラ将軍も戦死した。グラッツィアーニ元帥は僅かに生き残った8000名の将兵と共にトリポリへ下がり、其処で総指揮官の辞任を表明した。後任にはイータロ・ガリボルディ将軍が着任する事になる。

## 結果
一連の戦闘で駐留リビア伊軍23万名中、凡そ13万名が失われた。砲845門と戦車350輌もまた喪失し、領土もリビア東方に押し返される結果に終わってしまった。軍事的に窮地に立たされたムッソリーニはヒトラーに救援を要請、これを受けたヒトラーはロンメルに2個師団を預けて編成したドイツアフリカ軍団を北アフリカに派遣、これにより英砂漠軍は一転して窮地に陥ることとなる。